# Adelina Sotnikova
Adelina Dmitriyevna Sotnikova (ryska: Адели́на Дми́триевна Со́тникова), född 1 juli 1996, är en rysk konståkare. 
Sotnikova vann guld i damernas singelåkning i konståkning vid olympiska vinterspelen 2014. Hon har tagit silver vid europamästerskapen i konståkning två gånger (2013–2014) och vunnit ryska mästerksapen i konståkning fyra gånger (2009, 2011–2012, 2014).